# كوره خرم (مقاطعة فومن)
كوره‌خرم (بالفارسية: کوره‌خرم) هي قرية تقع في غيلان في إيران. يقدر عدد سكانها بـ 188 نسمة بحسب إحصاء 2016.